# Дівчина, яка підривала повітряні замки (фільм)
«Дівчина, яка підривала повітряні замки» (швед. Luftslottet som sprängdes) — детективний трилер 2009 року режисера Даніеля Альфредсона. Шведська екранізація роману «Повітряний замок, що вибухнув» (швед. Luftslottet som sprängdes) шведського журналіста і письменника Стіга Ларссона з трилогії «Міленіум». У головних ролях задіяні Мікаель Ніквіст та Нумі Рапас. Дата випуску фільму: 27 листопада 2009 року (Данія).

## Сюжет
Лісбет Саландер знаходиться під невсипущим спостереженням у відділенні  інтенсивної терапії шведської міської лікарні. Вона бореться за життя  і не лише у фізичному сенсі: коли вона відчує себе досить добре, їй належить з'явитися перед судом по звинуваченню у трьох вбивствах  і в замаху ще на одне. За допомогою свого друга, журналіста Мікаеля  Блумквіста, вона повинна буде довести свою невинність і упізнати  підкупних політиканів, через зловживання яких страждають прості  люди. А зі свого боку вона готується помститися людині, яка намагалася її вбити і урядовим установам, які майже зруйнували її  життя. Колись, вона була жертвою. Тепер Лісбет Саландер готова відповісти  ударом на удар.
Оцінка глядачів на сайті IMDB - 7.0 бала з 10.

## У ролях
- Мікаел Нюквіст — Мікаель Блумквіст
- Нумі Рапас — Лісбет Саландер
- Лена Ендре — Еріка Бергер
- Анніка Халін — Анніка Джаніні
- Андерс Ахльбом — доктор Петер Телеборіан